# マテウシュ・クシジョフスキ
マテウシュ・クシジョフスキ (1999年3月6日ティヒ生まれ)は、ポーランドのピアニスト。アルトゥール・ルービンシュタイン記念賞受賞者。
彼はティヒ出身。5歳でピアノを学び始めた。ティヒのフェリックス・リビツキ音楽学校コンプレックスと、カトヴィツェのカロル・シマノフスキ国立中等音楽学校で教授のクラスで学んだ。
2024年、ワルシャワのフレデリック・ショパン音楽大学のピアノ科を卒業。
2018年、ポーランド国内のフレデリック・ショパンピアノコンクールで優勝。
2021年12月、第12回若手ピアニストのためのルービンシュタイン国際ピアノコンクールで優勝。